# كيفن كارسون
كيفن كارسون (بالإنجليزية: Kevin Carson)‏ هو منظر سياسي وكاتب أمريكي، ولد في 1963 في الولايات المتحدة.

## وصلات خارجية
- الموقع الرسمي